# Sophronica wittmeri
Sophronica wittmeri là một loài bọ cánh cứng trong họ Cerambycidae.